# 1988 en hockey sur glace
Cette page présente les éléments de hockey sur glace de l'année 1988, que ce soit d'un point de vue rencontres internationales ou championnats nationaux. Les grandes dates des différentes compétitions sont données ainsi que les décès de personnalités du hockey mondial.

## Amérique du Nord

### East Coast Hockey League
- Henri Brabham fonde l'ECHL, qui regroupe cinq équipes de quatre États provenant de l'Atlantic Coast Hockey League et de l'All-American Hockey League.

## International

### Jeux olympiques
7e médaille d'or pour l'URSS qui gagne son premier tournoi olympique en Amérique du Nord, seul endroit où elle avait échoué jusque-là. La Finlande réalise l'exploit en décrochant la médaille d'argent, elle qui n'était jamais montée sur le podium auparavant.

## Autres Évènements

### Fondation de club
- Basingstoke Bison (Royaume-Uni)

### Décès
- 23 mars : Norman Calladine.